# Ranczo
Ranczo a. rancho (hiszp. rancho) – wielkie gospodarstwo rolne, zwykle hodowlane, w Ameryce Północnej i Środkowej. Na ranchach hoduje się głównie bydło na wołowinę, konie lub owce.